# Bejit Josef (Israel)

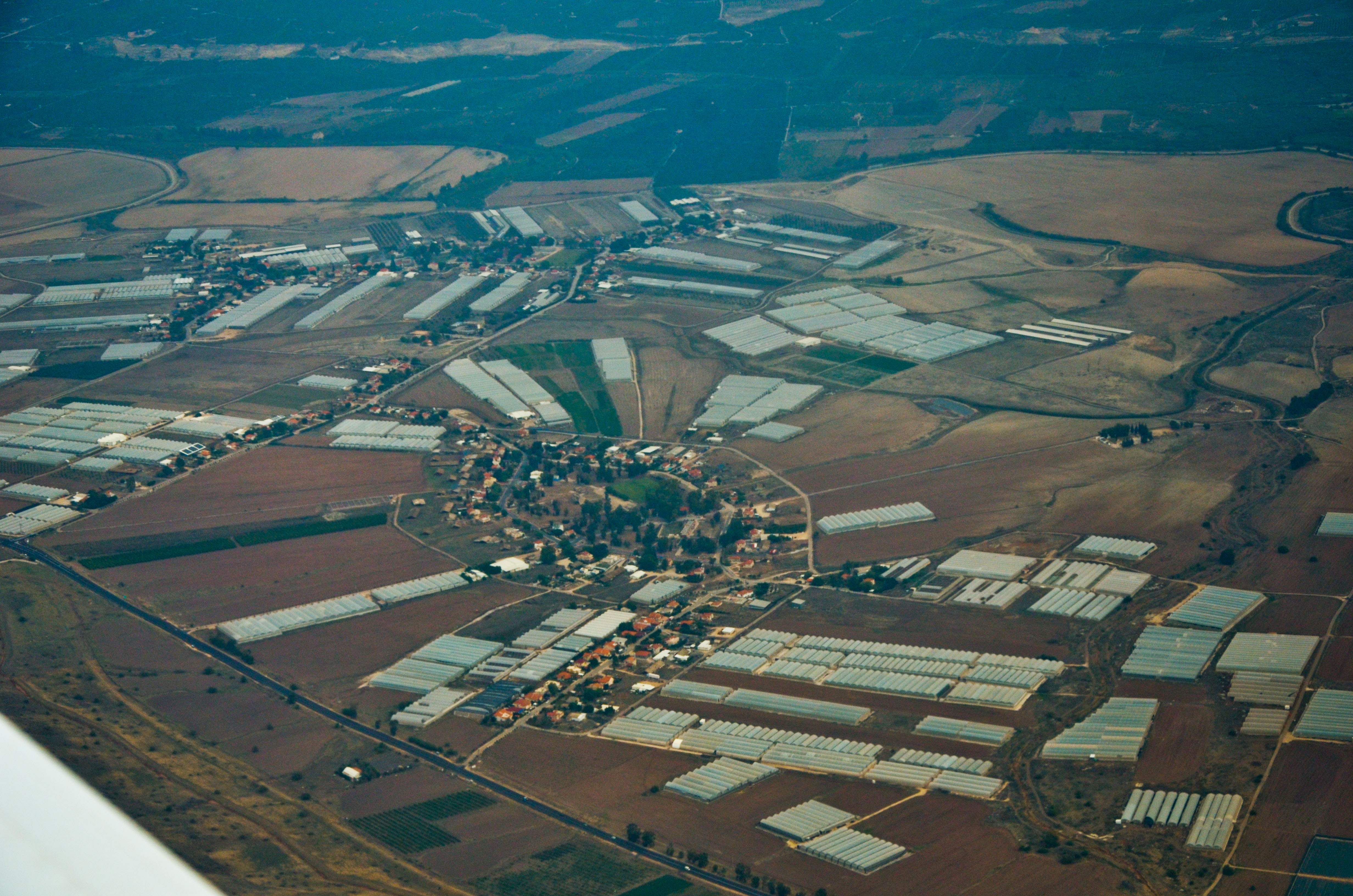
Bejit Josef (2014)

Beit Josef (hebräisch בֵּית יוֹסֵף Bejt Jōssef, englisch Beit Yosef) ist ein Moschav bei Beit Scheʾan, Regionalverwaltung Emeq haMaʿejanot. Der Ort wurde 1937 als Turm-und-Palisaden-Siedlung gegründet während des Arabischen Aufstands (1936–1939). 1947 lebten über 200 Menschen dort. Während des Kriegs um Israels Unabhängigkeit 1948 wurde er verlassen, aber 1951 von kurdischen und irakischen Juden neu gegründet. Es wurde nach Josef Aharonowitsch, einer wichtigen Figur der Avoda, benannt. Im Jahr 2018 hatte Beit Josef 460 Einwohner.